# ویوارو
ویوارو (به ایتالیایی: Vivaro) یک کومونه در ایتالیا است که در استان پوردنونه واقع شده‌است.

## خصوصیات
ویوارو ۳۷٫۵ کیلومترمربع مساحت و ۱٬۳۰۲ نفر جمعیت دارد.